# Mas del Víctor de l'Estanc
El Mas del Víctor de l'Estanc és un mas situat al municipi d'Alcanó a la comarca catalana del Segrià.